# Sages Poètes de la rue
Les Sages Poètes de la rue est un groupe de hip-hop français, originaire de Boulogne-Billancourt, dans les Hauts-de-Seine. Il est formé en 1993 et composé de Dany Dan, Melopheelo et Zoxea.
Le groupe publie son premier album intitulé Qu'est-ce qui fait marcher les sages? en 1995. Il est suivi trois ans plus tard, d'un deuxième album, Jusqu'à l'amour, en 1998. Leur troisième album, Après l'orage, est publié en 2002. En 2005 sort leur quatrième album intitulé Trésors enfouis, puis un deuxième volet en 2008. En 2017, le groupe sort son dernier album, Art contemporain.

## Biographie

### Formation et débuts (1987–1997)
Les Sages Poètes de la rue sont formés à Boulogne-Billancourt, dans les Hauts-de-Seine, en 1987. Jeunes, les trois amis étaient auparavant au collège Jacques Prévert de Boulogne. Ils font leur première apparition avec leur chanson La rue sur la compilation Les Cool Sessions, vol. 1 produit par Jimmy Jay en 1993, et sur la bande originale du film La Haine en 1995 avec la chanson Bon baiser du poste. Peu après la compilation Les Cool Sessions, vol. 1, ils accompagnent ensuite MC Solaar, Démocrates D et Bambi Cruz en tournée. « Au temps des Cool Sessions, il régnait une super entente entre nous, c'était le début pour tout le monde. Au niveau de la positivité, il y avait une énergie que l'on ne retrouve plus aujourd'hui, c'est dommage », explique Danny Dan. « Des groupes qui ne se connaissaient pas, osaient des choses ensemble et cela fonctionnait. Aujourd'hui, cette fraternité n'existe plus. C'est devenu un panier de crabes où chacun est prêt à grimper sur l'autre pour survivre. »
Loin de la tendance rap hardcore, les Sages Po’ défendent une approche old school sur des rythmes jazzy. Ils publient leur premier album intitulé Qu'est-ce qui fait marcher les sages? en 1995 vendu à plus de 80 000 exemplaires. Jimmy Jay et MC Solaar en sont les producteurs exécutifs et les Sages Po’ signent leurs propres musiques et paroles.  
Les Sages Po’ fondent en 1995 leur propre structure appelée Beat de Boulogne, puis rebaptisé par la suite Beat de Boul. Leur but est d’aider les groupes originaires de leur quartier à se faire connaitre, parmi lesquels se trouvent Lunatic, Malekal Morte, Movez Lang et Sir Doum'S, groupes dont sont issus des artistes comme Booba ou LIM. « Nous avons décidé de mettre Boulogne sur la carte du rap français et on a créé le Beat de Boul », explique Zoxea. Dans la Sono, le premier projet du collectif Beat 2 Boul, sort en 1997.

### Jusqu'à l'amouretAprès l'orage(1998–2004)
Les Sages Po’ reviennent avec leur deuxième album Jusqu'à l'amour en 1998. L'album, qui contient notamment la chanson Le Train de minuit, atteint la 67e place des classements musicaux français. Par la suite, Zoxea, désormais membre collectif IV My People, sort son premier album solo en 1999 avec la participation de ses acolytes (Melo et Dan) ainsi que celles de Busta Flex, Kool Shen, Lord Kossity, ainsi qu'une bonne partie de Beat de Boul.L'album atteindra le disque d'or (100 000 ventes)[réf. nécessaire]. Un autre projet du label Beat de Boul, intitulé Dans la ville, sort en 2000.
Les Sages Poètes de la Rue retrouvent le chemin des studios à la Bourse de Paris pour leur troisième album. Bien qu’éternels indépendants, les membres du groupe décident de tenter l’aventure des maisons de disques en sortant l'album avec BMG. Leur troisième album, Après l'orage, est publié en 2002. « Pour certains spécialistes, le nouvel album des Sages Poètes est electro, inspiré par l'américain Timbaland. Pour d'autres au contraire, leur style va puiser aux sources du rap californien de Dr Dre », explique RFI Musique
Entretemps, Dany Dan avait sorti deux mixtapes, Flashback en 2001 et Spéciale Dany Dan Vol.1 en 2003 puis, en 2004. Zoxea, lui, fonde le label KDB Zik avec son frère, et y publie son deuxième album solo, Dans la lumière, en 2003. Dan publie le deuxième volume de ses mixtapes Spéciale Dany Dan.

### Trésors enfouis vol. 1et2(2005–2010)
Leur quatrième album, Trésors enfouis, est publié en mai 2005 et offre des titres inédits jamais publiés du groupe, puis Dan sort un street album éponyme commun avec Ol' Kainry en octobre.
Après s'être séparé de chez BMG, Dany Dan fonde son label Disques durs, et sort son premier album solo, intitulé Poétiquement Correct, en septembre 2006, après trois ans de fluctuations.
Quant à Beat de Boul, le troisième opus prend une nouvelle direction et met des groupes non-boulonnais en avant avec Dans un Autre Monde en 2007. Un deuxième volume de Trésors enfouis sort en juin 2008 tout juste après le troisième épisode des mixtapes de Dany Dan.

### Art contemporain(depuis 2011)
En 2011, Les Sages Poètes de la rue annoncent leur retour en studio pour l'enregistrement d'un nouvel album, intitulé Art contemporain. Selon Zoxea, « On est dessus. On a une idée forte pour réunir les morceaux et je leur ai même déjà proposé un titre pour l’album. Qu'est-ce qui fait marcher les sages?, Jusqu'à l'amour, Après l'orage… Il y a une énigme à résoudre et on aimerait bien inscrire le nouveau disque dans la suite logique de nos précédents albums. Il sortira cette année si tout va bien. Avec Melopheelo on travaille aussi sur l’album de la MZ qui sortira avant le nôtre. Il faut que les groupes d’aujourd’hui disent ce qu’ils ont à dire. »
Ils annoncent leur sixième album pour 2016, huit ans après le précédent, Trésors enfouis Vol.2, datant de 2008. Le 12 avril 2016, ils publient le teaser de la chanson À la recherche du rap perdu extraite de leur prochain album réalisé par le graphiste historique du groupe, Tashi Bharucha. Le 18 novembre 2016, Les Sages Poètes de la rue jouent au Zenith de Paris en première partie de Doc Gynéco.

## Discographie
- 1995 : Qu'est-ce qui fait marcher les sages?
- 1998 : Jusqu'à l'amour
- 2002 : Après l'orage
- 2005 : Trésors enfouis'
- 2008 : Trésors enfouis Vol.2
- 2017 : Art contemporain

### Apparitions
- 1993 : Sages Poètes de le Rue - La rue (Jimmy Jay Les Cool Sessions vol.1)
- 1994 : Sages Poètes de la Rue - L'attitude Neg' avec Moda & Dan (EP Des Nèg de la Pèg, Ça se passe comme ça)
- 1994 : MC Solaar feat. Sages Poètes de la Rue - L'NMIACCd'HTCK72KPDP (MC Solaar, Prose Combat)
- 1994 : Cut Killer - Cut killer n°07 spécial Sages Po
- 1994 : Mc Solaar feat. Sages Poètes de la Rue - Le freestyle d'obsolète (MC Solaar, Prose Combat version import)
- 1994 : Démocrates D - Le Crime / Onze 44
- 1995 : Les Sages Poètes De La Rue feat. Booba - Tout le monde dans la Ronde
- 1995 : Sages Poètes de la Rue - Bon Baiser Du Poste (La Haine, musiques inspirées du film)
- 1996 : Mo'vez Lang feat. Dany Dan  - Poison Juvénile (Jimmy Jay - Les cools sessions vol.2)
- 1997 : Sages Poètes de la Rue - Partout autour (My Definition Of Hip Hop - French Flavor vol.1, de DJ Enuff)
- 1997 : Sages Poètes de la Rue - Freestyle (DJ Poska - What's the flavor DJ Poska #25)
- 1997 : Sages Poètes de la Rue - Freestyle (Opération coup de poing)
- 1998 : Sages Poètes de la Rue et Sir Doum's - À côté de toi (B.O. du film Zonzon)
- 1998 : Sages Poètes de la Rue - Va te-je ton gun Remix (Nouvelle Donne 1)
- 1998 : La Harissa feat. Sages Poètes de la Rue - Pas de limite (La Harissa - Portos Ricos)
- 1998 : Sages Poètes de la Rue feat. Cens Nino et Sir Doum's - Beat de Boul (Opération freestyle)
- 1999 : Sages Poètes de la Rue feat. Don Choa - Pour qui, pourquoi (compile Collectif rap 2)
- 1999 : Sages Poètes de la Rue - J'rock la place (compile Le groove prend le maki)
- 2000 : Sages Poètes de la Rue - Faut les entendre parler (Time Bomb Session Vol.1)
- 2000 : Sages Poètes de la Rue - Honnêtes, malhonnêtes (Kheops - Sad Hill Impact)
- 2001 : Sages Poètes de la Rue - Sages poètes (Cut Killer Show II)
- 2004 : Manu Key feat. Booba, 16ar, Zoxea, Oxmo & Dany Dan - Quai 54 (Manu Key - Prolifique Vol.1)
- 2009 : Sages Poètes de la Rue - Chacun sa drogue (sur la compile Punchline street beat show)
- 2010 : Melopheelo feat. Lalcko, Cyanure, Tonio Banderas, Morad, Enigmatik, Yaroscar, Nasme, Saloon, Aki etc. - Hip Hop 4 ever)
- 2011 : Les Sages de la Rue - La Charade (sur la compile Hunter Poles Volume 2)
- 2013 : MZ - Fortfat feat. Les Sages Poètes de la Rue (sur l'album MZ Music Volume 2)